# Pier Pettinaio
Pietro da Campi, frate laico del Terz'Ordine Francescano (Campi, 1180 circa – Siena, 4 dicembre 1289), è stato un religioso e mercante italiano.
Detto anche Pier Pettinaio o Pettinagno fu commerciante di pettini per telai e terziario francescano a Siena; viene citato nel Purgatorio dantesco.
Famoso per la sua onestà e pietà, una volta morto (alla veneranda età di 109 anni), fu ritenuto santo e venerato dai Senesi, che nel 1328 istituirono una festa annuale in suo onore. 
L'Anonimo Fiorentino racconta: " Andava a Pisa a comperare pettini, e comperavagli a dozzina; poi che gli avea comperati, se ne venia con questi pettini in sul ponte vecchio di Pisa, e sceglieva i pettini, e se niuno ve n'avea che fosse fesso o non buono, elli il gettava in Arno. Fugli detto più volte:«Poiché il pettine sia fesso e non così buono, egli pur vale qualche denaro: vendilo per fesso!». Piero rispondea: «Io non voglio che niuna persona abbia da me mala mercatantia»".
Viene citato nella Divina Commedia da Sapìa Salvani, che nel tredicesimo canto del Purgatorio afferma di esser stata aiutata dalle sante orazioni di Pier Pettinaio:
(Purgatorio XIII, 125-129)
La sua tomba fu distrutta da un incendio e di lui restò solo la reliquia del braccio, conservato dalle clarisse di Siena. 
È stato beatificato il 2 gennaio 1802 da papa Pio VII e la sua ricorrenza cade il 4 dicembre, giorno della sua morte.